# Graham Usher
Graham Usher (Scarborough, 14 juni 1973) is een Engels darter die uitkomt voor de PDC.

## Carrière
In 2009 kwalificeerde Usher zich voor de UK Open 2009 als winnaar van de Holsten Pils-kwalificatiewedstrijd in Batley. Hij verloor met 3-6 van Glen Durrant in de eerste ronde.
In 2014 nam hij deel aan de Grand Slam Wild Card Qualifier, waar hij bij de laatste 12 verloor van Matthew Edgar.
In 2019 nam Usher deel aan de World Masters 2019, waar hij de kwartfinales bereikte en met 2-4 verloor in sets van Mario Vandenbogaerde.
In 2020, 2021 en 2022 nam hij drie keer deel aan PDC Q-School, maar verkreeg geen Tourkaart. In deze jaren speelde hij in de UK Challenge Tour. Zijn grootste prestatie daar was in juli 2022 tijdens Challenge Tour 11 en in september 2022 tijdens Challenge Tour 18, waar hij beide keren de halve finale bereikte en verloor van respectievelijk Jelle Klaasen met 4–5 en Patrick Peters met 3–5.
In 2022 speelde hij in MODUS Super Series, waar hij in juli een 9-darter gooide in een wedstrijd tegen Dan Read. Hij werd verslagen door Conan Whitehead in de MODUS Super Series van oktober 2022.
Usher behaalde voor het eerst voor een PDC Tourkaart op de Q-School 2023 door Adam Warner te verslaan op de tweede finaledag.
Bij de World Seniors Darts Tour haalde Usher in 2025 de finale van het World Seniors Darts Championship. Hij debuteerde op dit toernooi. Ross Montgomery was te sterk in de finale.

## Resultaten op Wereldkampioenschappen

### WSD (Senioren)
- 2025: Runner-up (verloren van Ross Montgomery met 1-5)